# Église Saint-Jean-l'Évangéliste de Smolensk
Pour les articles homonymes, voir Église Saint-Jean-l'Évangéliste.
L'église Saint-Jean-l'Évangéliste (en russe : Церковь Иоанна Богослова на Варяжках) est l'un des trois édifices conservés (en partie) parmi les édifices de l'époque pré-mongole de la Rus' à Smolensk. C'est un monument classé de l'héritage culturel de la Russie.

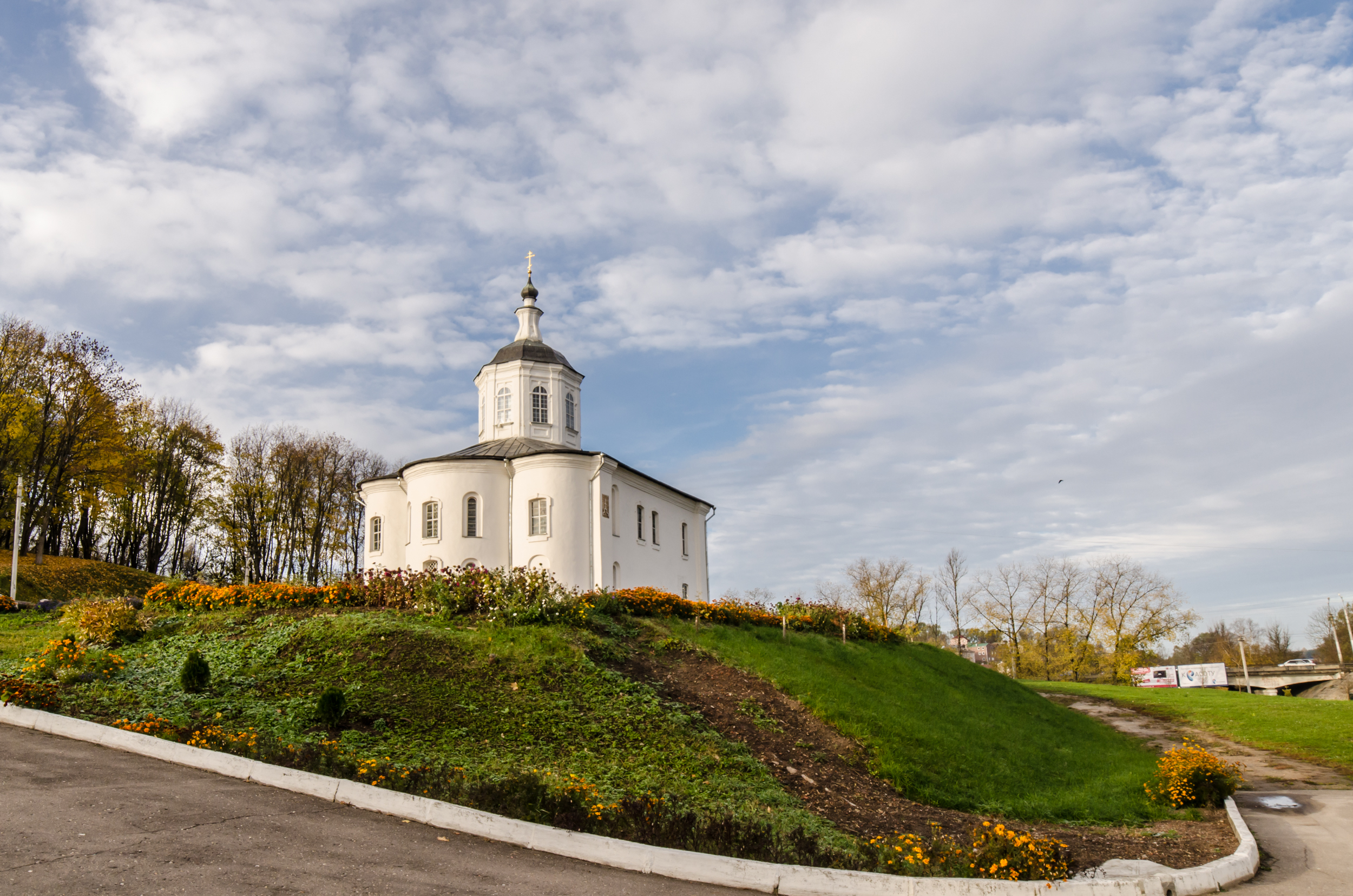
Vue éloignée de l'église Saint-Jean-l'Évangéliste (1173) à Smolensk

## Information et localisation
L'église est située sur une petite colline qui domine le Dniepr, à l'adresse : Rue Bolchaïa Krasnoflotskaïa, 11 à Smolensk. C'est une église bâtie sur quatre piliers et à un seul dôme. Son aspect général est proche de celui de l'église Saints-Pierre-et-Paul-sur-Gorodianka. À l'origine, ses façades étaient surmontées de demi-cercles qui n'existent plus aujourd'hui. Des croix ornementales composées de dalles ont été conservées sur les angles extérieurs jusqu'à nos jours. Au XVIIIe siècle, l'édifice a été reconstruit. Le plancher actuel est situé presque deux mètres au-dessus de celui qui existait à l'origine. Auparavant, une galerie était adjointe et deux absides existaient du côté Est de l'édifice. Des fresques conservées partiellement décoraient l'intérieur. De la première construction en 1173 réalisée en briques sur du pavement en cailloux ont été conservées les fondations et les voûtes. Les piliers qui soutiennent la coupole à huit côtés ont été ajoutés au XVIIIe siècle, en même temps que l'on murait d'anciennes fenêtres et que l'on ajoutait une trapeznaïa et un clocher-tour (ces derniers ont été détruits durant la Seconde Guerre mondiale par les forces allemandes).

## Histoire
L'église a été construite en 1173 sur demande du prince Roman Ier de Kiev. Selon la Chronique d'Ipatiev, l'église était richement décorée d'icônes garnies d'or et d'émail et, à l'extérieur, de croix. Elle a existé sous les formes de sa réalisation initiale jusqu'en 1611, lorsque, après le siège de Smolensk par les forces polonaises en 1609-1611, la ville a été prise par le roi Sigismond Vasa. Durant la période durant laquelle Smolensk fait partie de la république des Deux Nations, l'édifice a été transformé en église catholique. Après le retour de Smolensk au sein de l'État russe, l'église redevint de culte orthodoxe.
Au XVIIIe siècle, l'église a été partiellement reconstruite. En 1812, des dégâts sont occasionnés par les troupes françaises pendant la campagne de Russie de 1812.
Durant la période soviétique, l'église est restée ouverte jusqu'en 1933, puis elle a été transformée en musée et en bibliothèque. Durant la Seconde Guerre mondiale, l'édifice a beaucoup souffert et toutes ses annexes ont été détruites.
En 1958, à 30 mètres à l'ouest de l'église Saint-Jean-l'Évangéliste, l'archéologue Daniil Avdoussine a découvert les restes d'une ancienne rotonde construite en briques fines d'un diamètre de 18 mètres environ. Ce sont les ruines de l'église dite de la déesse allemande, construite dans la seconde moitié du XIIe siècle à la demande de marchands étrangers vivant à Smolensk,. On y a retrouvé également deux étalons de poids appelés gros pouds.
Dans les années 1970, une restauration a été menée suivant le projet des architectes Sergueï Podiapolski et Kameneva. L'enduit de stuc a été enlevé des façades, et dans la partie inférieure ont été replacés les demi-colonnes et le profilage des ouvertures.
En 1993, l'église est rendue à l'éparchie de Smolensk et à l'Église orthodoxe russe, mais dans un état qui ne permettait pas d'y rendre le culte. La restauration s'est donc poursuivie à cette fin.

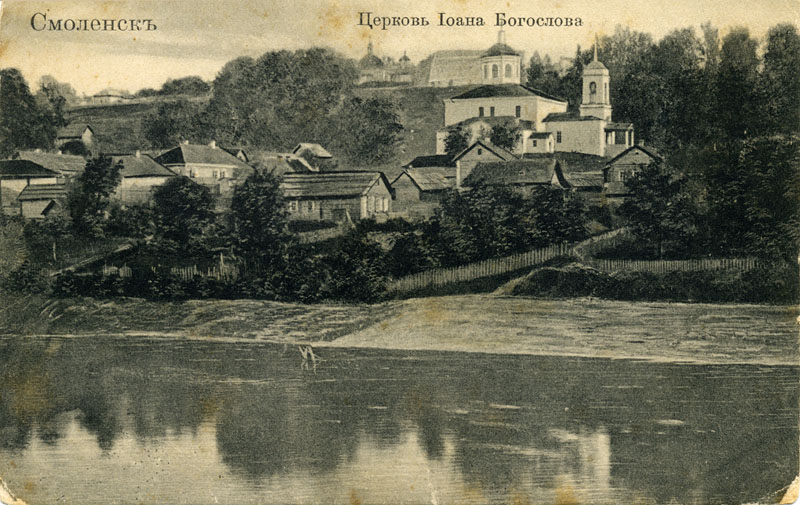
Carte-postale du début du XXe siècle avant la destruction des annexes pendant la Seconde Guerre mondiale.
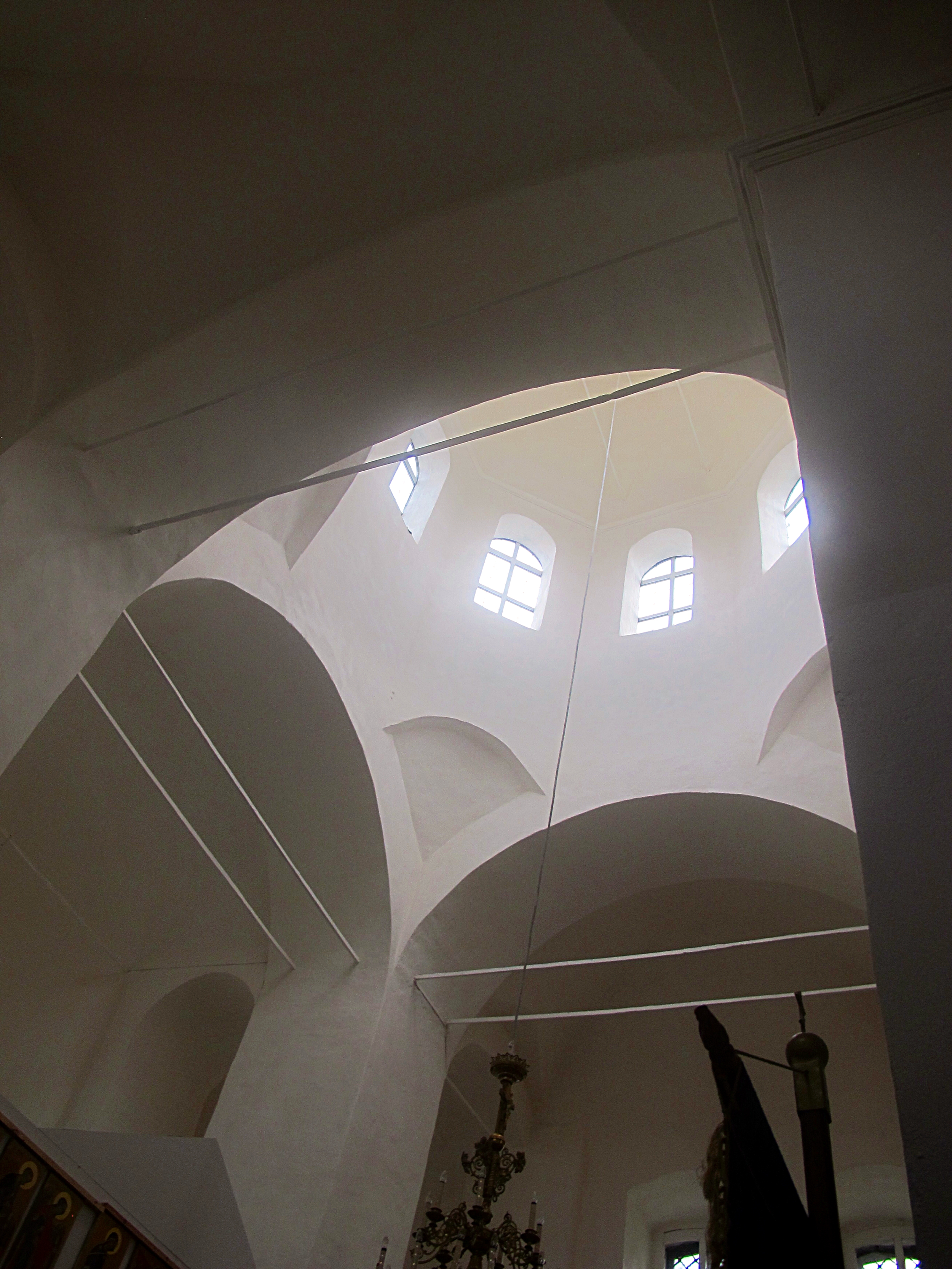
Voûtes
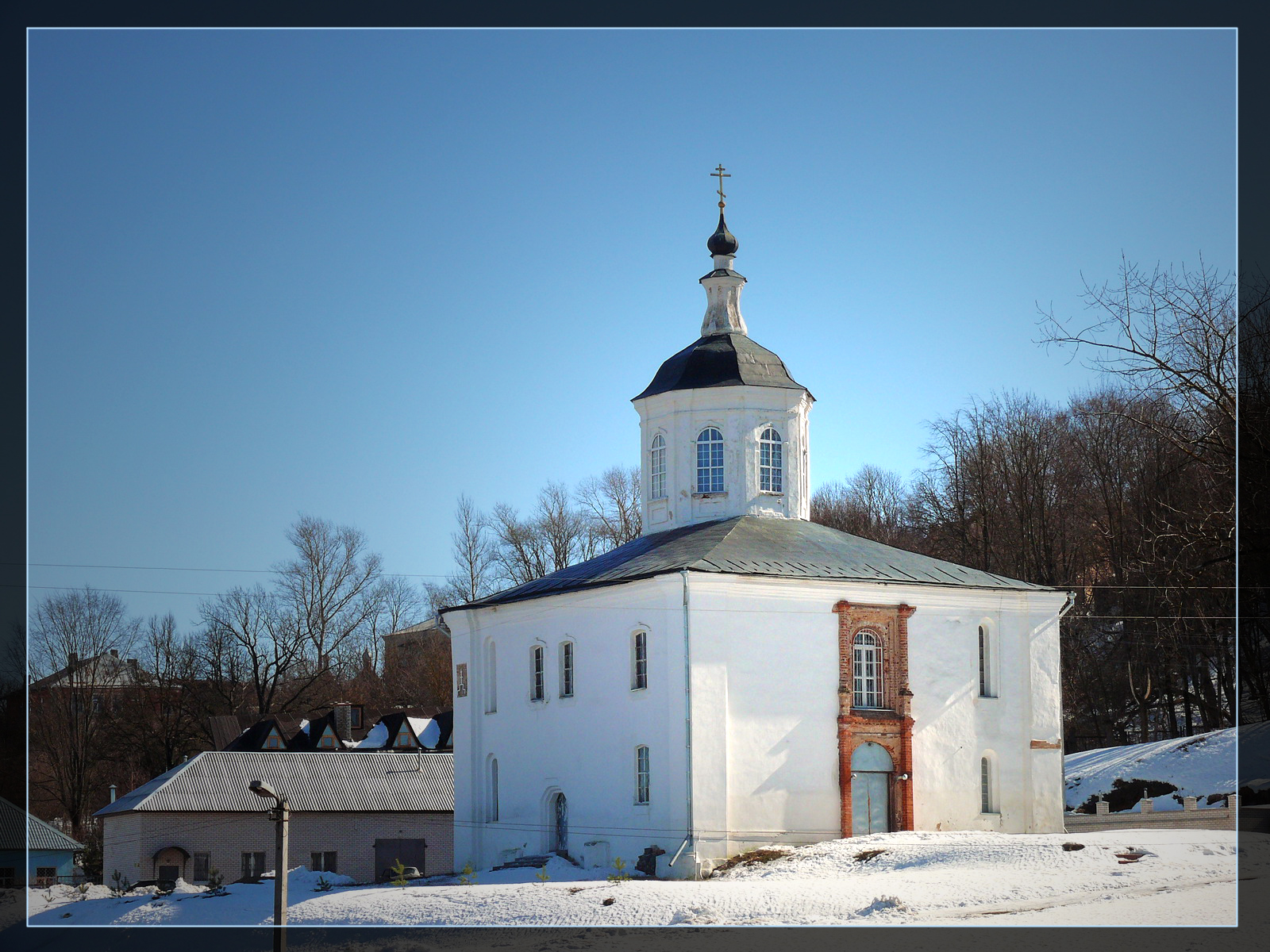
église Saint-Jean-l'Évangéliste (1173) à Smolensk